# Международная биологическая программа
Международная биологическая программа (МБП) — первая в истории науки многолетняя (рассчитанная на 10 лет) программа международного сотрудничества в области исследования продуктивности естественных экосистем. Международная биологическая была попыткой координировать крупномасштабные экологические и экологические исследования и применить к ним методы большой науки.
Создана в 1964 году по инициативе Международного союза биологических наук, Международного союза охраны природы и природных ресурсов и поддержана Организацией Объединённых Наций. Международная биологическая программа изначально была рассчитана на 8 лет с разделением работ на две фазы: подготовительную (1964—1967) и оперативную (1967—1972). В дальнейшем срок действия программы был продлен ещё до 1974 года; это была третья фаза, которая получила название «Синтез и преемственность» (то есть обработка данных и передача другим программам). Ведущую роль в её создании и руководстве сыграли: биохимик Рудольф Петерс, генетик Джузеппе Монталенти, генетик и эволюционист Конрад Хэл Уоддингтон.
Главной целью МБП было выявление основных закономерностей распределения и воспроизводства органических веществ для разумного использования их человеком и получения максимальной продуктивности на единицу площади в природных или культурных условиях. В соответствии с этим МБП включало изучение всех природных факторов, определяющих биологическую продуктивность растительных и животных организмов и их сообществ. Задачей МБП являлось также изучение приспособляемости человека к разным условиям существования (Крайний Север, высокогорные районы и так далее). Девизом МБП являлась фраза — «Биологические основы продуктивности биосферы и благосостояние человечества». Необходимость организации МБП образовалась из-за быстрого роста населения Земли и нужды в продуктах питания. Рост населения требовал повышения производства пищи и разумного использования природных ресурсов, что может быть достигнуто лишь при использовании научного подхода в ведении хозяйства. Осуществление МБП должно было привести к оценке всей планеты как системы, способной поддерживать существование живых организмов.

## История
После успешного проведения Международного геофизического года 1957—1958 годов сэр Рудольф Петерс, президент Международного совета научных союзов (ICSU), и Джузеппе Монталенти, президент Международного союза биологических наук (IUBS), в 1959 году начали обсуждение возможностей для международная программа биологических исследований, посвященная продуктивности биологических ресурсов, способности человека адаптироваться к изменениям окружающей среды и самим изменениям окружающей среды. В результате этих обсуждений MSNS на своей Девятой Генеральной ассамблее в 1961 г. учредил Комитет по планированию предложенной Международной биологической программы под председательством Монталенти. Комитет рекомендовал, чтобы МБП сосредоточило внимание на воздействии на биологические сообщества изменений в природной среде, а также на сохранении и росте природных ресурсов на благо человека. Затем, во время Генеральной ассамблеи, состоявшейся в Париже 23-25 июля 1964 г. и собравшей около 150 участников из научных академий со всего мира, МСНС учредил Специальный комитет по МБП (СКМБП), которому было поручено руководить программой (он стал её административным органом). В неё вошли представители международных союзов по биологии, биохимии, физиологии и географии. Исследовательская структура МБП также была создана на встрече в Париже. Она была представлена подкомитетом СКМБП, и в неё входили семь пунктов:
- Сохранение наземных сообществ (ST)
- Адаптивность человека (HA)
- Продуктивность пресноводных сообществ (PF)
- Продуктивность морских сообществ (PM)
- Производственные процессы (PM)
- Продуктивность наземных сообществ (PT)
- Использование и управление биологическими ресурсами (UM)

В любой стране, участвовавшей в МБП, был учреждён национальный комитет по осуществлению МБП. В первые годы основными участниками программы были канадские и европейские экологи. Советский национальный комитет возглавлял академик Б. Е. Быховский. В Соединённых Штатах участие в МБП было организовано Национальной академией наук и Национальным исследовательским советом. В конце 1963 года Академия организовала специальный национальный комитет США по МБП (USNC / МБП), который опросил американских биологов, чтобы определить уровень интереса и поддержки идеи МБП. Весной 1964 года специальный комитет USNC рекомендовал участвовать в планировании МБП. Действуя по этой рекомендации, Академия направила делегацию на организационную ассамблею МБП в июле 1964 года, и эта делегация рекомендовала создать Национальный комитет США по МБП (USNC / МБП) при НАН. В сентябре 1964 года Совет управляющих NAS-NRC одобрил рекомендацию, и USNC / МБП была создана для наблюдения за деятельностью МБП в США. Как и в случае с SCIBP, программный компонент USNC / МБП был структурирован в виде ряда подкомитетов. Первоначально (в мае 1965 года) их было семь, но со временем количество подкомитетов выросло до девяти:
- Сохранение наземных сообществ (ST)
- Экологическая физиология (EP)
- Адаптивность человека (HA)
- Продуктивность пресноводных сообществ (PF)
- Продуктивность морских сообществ (PM)
- Производственные процессы (PM)
- Продуктивность наземных сообществ (PT)
- Систематика и биогеография (SB)
- Использование и управление биологическими ресурсами (UM)

В работе по МБП участвовали также Международный совет научных союзов, Международный союз биологических наук, Международный союз биохимии, Международный союз физиологических наук и Международный географический союз. МБП были Специальный комитет по проведению МБП и его Бюро, отчитывающиеся Генеральной ассамблее. В состав Специального комитета входят президент, 4 вице-президента, научный директор, представители союзов, руководители (конвинеры) секционных комитетов, председатель финансового комитета и региональные представители группы стран. Президентом до 1969 был Ж. Бер (Швейцария), с 1969 — Ф. Бурлиер (Франция). По завершении этапа планирования МБП (с 1964 по июнь 1967 г.) началась эксплуатационная фаза. Первоначально рассчитанный на пятилетний период 1967—1972 годов, он был в конечном итоге продлен до июня 1974 года, когда должен был быть завершен синтез результатов всех участников.

## Итоги
Основными результатами IBP стали пять исследований биомов, крупнейшими из которых были проект «Биом пастбищ» и проект «Биом восточных лиственных лесов» (оба из которых были связаны с Национальной лабораторией Ок-Ридж, которая предоставила изотопы-индикаторы для потоков питательных веществ и энергии). Хотя влияние этих исследований было скромным, МБП отметило резкое увеличение масштабов финансирования экосистемной экологии, которые оставались высокими (по сравнению с предыдущими уровнями) даже после завершения программы в июне 1974 года. Исследования биома IBP были современным ему исследованием экосистемы Hubbard Brook 1963—1968 годов, которое без иерархической организации проектов МБП постепенно расширялось в соответствии с интересами отдельных ученых и предполагало более неформальное сотрудничество.
Был создан проект «Solling», один из самых крупных проектов МБП в Европе, осуществлялся в Нижней Саксонии (Германия). Главой проекта являлся Хайнц Элленберг. Полученные здесь данные оказались важными в 1980-х годах, чтобы изучить кислотные дожди как главную причину исчезновения лесов.
В тропических регионах проект LAMTO, проведенный французским профессором Максимом Ламоттом в Кот-д’Ивуаре, обеспечил тщательный анализ энергетического бюджета саванны и глубоко исследовал почти всё биоразнообразие, присутствующее в данной саванне.
Исследования, проведенные в рамках МБП, позволили разработать единые методы определения биологической продуктивности экосистем, выявить закономерности потока энергии и круговорота веществ по трофическим цепям биоценоза, роль генетических и физиологических факторов, обусловливающих экологические сукцессии, новые ресурсы белка, особенности биологической продуктивности морских и пресных вод, роль бактерий в фиксации азота в почве и тому подобное. Преемница МБП — программа «Человек и биосфера», принятая в 1970 на 16-й сессии Генеральной конференции ЮНЕСКО. Итоги исследований по МБП опубликованы в сборнике «Ресурсы биосферы» (3 тома, 1975—76).

## Критика
В отличие от других более успешных применений крупной научной модели научных исследований, IBP не хватало четкой, актуальной с социальной и научной точки зрения цели. Многие биологи, особенно молекулярные биологи и экологи-эволюционисты, резко критиковали IBP, считая, что они тратят деньги на нечеткие или относительно незначительные проблемы и ограничивают свободу ученых выбирать свои собственные исследовательские проекты.